# Pokémon Gold и Silver
Pokémon Gold Version и Pokémon Silver Version (яп. ポケットモンスター 金・銀 покэтто монсута: кин гин, «Покемон: Золотая версия и Серебряная версия») — компьютерные игры в жанре японской ролевой игры для портативной игровой системы Game Boy Color, разработанные студией Game Freak и изданные совместно Nintendo и The Pokémon Company. Игры вышли 21 ноября 1999 года в Японии, 14 октября 2000 года в США, 4 сентября 2000 года в Австралии и 6 апреля 2001 года в Европе. Хотя игры и вышли на Game Boy Color, они также совместимы с обычным Game Boy. В 2009 году были разработаны ремейки Gold и Silver — Pokémon HeartGold и SoulSilver на Nintendo DS.
Pokémon Gold и Silver являются прямым продолжением сюжета Pokémon Red и Blue. В игры добавлено 100 новых видов покемонов к 151 видам, представленным в Red и Blue — таким образом, в игре 251 вид покемонов. Как и в предыдущих играх, игрок путешествует по миру и участвует в боях в пошаговом режиме. Другая цель — ловя разные виды покемонов, заполнить весь Покедекс, электронную энциклопедию про покемонов. Gold и Silver почти ничем существенно не отличаются, кроме незначительной разницы в сюжете и покемонов для ловли — и в Gold, и в Silver не хватает несколько десятков видов покемонов, и, чтобы получить все виды покемонов, обладатели одной версии игры должны меняться покемонами с обладателями другой версии. Также для полного прохождения требуется обмен со старыми играми: Red, Blue и Yellow.
Как и предыдущие игры основной серии, Red и Blue, игры были крайне успешными и получили высокие оценки от игровой прессы. По количеству проданных экземпляров Gold и Silver почти сравнялись с Red и Blue: было продано более двадцати трёх миллионов копий.
6 июня 2017 года The Pokémon Company объявила через трансляцию Pokémon Direct, что игры будут переизданы для Nintendo 3DS в сервисе  Virtual Console 22 сентября того же года во всех регионах.

## Геймплей

Скриншот игры во время путешествия игрока по миру

Как и в Pokémon Red, Blue и Yellow, игрок путешествует по вымышленному миру, отображаемому сверху. По мере прохождения игры игроку открываются новые локации для дальнейшего обследования игрового мира. Во многих локациях — в лесах, пещерах, на полях, в горах, и т. п. обитают разные виды покемонов. Когда игрок проходит по таким местам, на него может напасть дикий покемон, и тогда начинается бой. Игрока может также вызвать на бой другой тренер покемонов. Бой происходит на отдельном игровом экране. Когда начинается бой, покемон игрока сражается с вражеским покемоном. Во время боя можно совершить четыре действия: использовать одну из способностей покемона в бою, использовать предмет из инвентаря игрока, сменить сражающегося покемона на другого из имеющихся у игрока, или убежать из боя (убегать из боя нельзя, если игрока вызвал на бой другой тренер покемонов). У каждого покемона есть очки жизни — если они закончатся, покемон не сможет сражаться, пока его не вылечат. Победив другого покемона, покемон игрока получает опыт. Получив определённое количество опыта, покемон поднимается на новый уровень. При достижении нового уровня увеличиваются характеристики покемона, а иногда покемон может выучить новую способность. При выполнении определённых условий, (например, при определённом уровне, при использовании определённого предмета, и т. п.) покемоны могут эволюционировать — превратиться в свои развитые формы.

Битва в игре. Покемон игрока (снизу) сражается с покемоном противника (сверху)

Достаточно важным элементом геймплея является поимка новых покемонов. Ловить можно только диких покемонов: покемонов, принадлежащих другим тренерам, ловить нельзя. Во время боя игрок может бросить в дикого покемона покебол — карманное устройство в форме шара, позволяющее переносить в кармане даже самых больших покемонов. Если дикий покемон не вырвется из покебола, то он переходит к игроку, в противном случае придётся бросить покебол ещё раз. Кроме того, успех поимки зависит от того, насколько мало у дикого покемона очков жизни и от того, насколько сильный используется покебол.
В игре есть две основных цели: следуя по сюжету, победить Элитную Четвёрку, чтобы стать чемпионом Лиги покемонов, и завершить Покедекс, электронную энциклопедию про покемонов. Если у игрока появляется новый вид покемона, информация о нём появляется в Покедексе. Таким образом, конечная цель игры — получить данные обо всех 251 покемонах, имеющихся в игре.

### Нововведения
Хотя основной игровой процесс в Gold и Silver остался приблизительно таким же, как и в Red и Blue, нововведения всё же присутствуют. Была добавлена система времени, в которую входила смена суток, дней недели и возможность синхронизации часов с реальным временем. От времени суток зависят многие факторы, в частности, в разное время суток появляются разные дикие покемоны. Определённые события происходят только по определённым дням недели. Появилась возможность давать покемону носить с собой любую вещь. Был добавлен новый вид вещей — ягоды, восстанавливающие покемону здоровье или убирающие плохие статусы. Если покемон держит ягоду, то в критичный момент боя (плохой статус, мало очков здоровья, и т. п.) он может её использовать. Появились новые типы покеболов, действующие лучше в зависимости от определённых обстоятельств. Был добавлен Покегир — внутриигровой мобильный телефон, в котором есть функции радио, карты игрового мира и часов. Покегир позволяет игроку звонить неигровым персонажам, которые дали ему свой номер телефона. Некоторые тренеры, побеждённые игроком, могут вызывать игрока на поединки через Покегир.
Появилась новая особенность поимки некоторых видов покемонов: три легендарных покемона, Энтей, Суйкун и Райко, постоянно перемещаются по региону Джото, и, чтобы поймать их, требуется находиться в той же локации, что и эти покемоны. Когда игрок впервые сталкивается с одним из них, Покедекс отмечает этого покемона, и можно посмотреть местоположение покемона в Покедексе. Энтей, Суйкун и Райко при встрече с игроком сразу же убегают из битвы (сохранив при этом количество очков здоровья и вредные статусы), что значительно усложняет поимку. Очень редко можно встретить сияющих покемонов — покемонов, отличающихся от обычных цветом и имеющих повышенные характеристики. К пятнадцати стихийным типам из Red, Blue и Yellow добавились ещё два: тёмный и стальной. У тёмного типа был иммунитет к атакам психического типа и тёмные атаки хорошо действовали на психических покемонов, в то время как покемоны стального типа, как правило, имеют высокую защиту и устойчивость к атакам разных типов. Добавлены новые способности, но покемонами, имеющими эти способности, нельзя меняться с Red, Blue и Yellow. Чтобы решить эту проблему, была добавлена возможность удалять уже выученные способности. Появились две новые характеристики, заменившие характеристику «Special» из Red, Blue и Yellow: специальная атака (англ. Special Attack) и специальная защита (англ. Special Defense). Введение этих двух характеристик значительно углубило стратегическую составляющую боевой системы.
Впервые в серии появилась возможность разводить покемонов. Все покемоны принадлежат к одной или двум яйцевым группам — яйцевые группы существуют, чтобы создать совместимость определённых видов покемонов. Когда в специальном хранилище оставлены покемоны одной яйцевой группы и разных полов, они сносят яйцо, из которого может вылупиться детёныш-покемон. Новорождённый покемон наследует способности от родителей. Некоторые покемоны, в частности, легендарные, не могут размножаться.

## Сюжет

### Сеттинг

Концепт-арт главного героя

Вымышленная вселенная игр представляет собой альтернативную современность, но вместо животных в ней обитают существа, внешне похожие на обычных зверей, но обладающие при этом сверхъестественными способностями, — покемоны. Люди, называющиеся тренерами покемонов, ловят их и тренируют для участия в боях. Тренеры не принимают непосредственного участия в боях, сражаются только их покемоны, а тренеры лишь дают им команды, какую атаку или способность применить. Бои проходят до момента, пока все покемоны с одной стороны не потеряют сознание или их тренер не сдаётся, — до смерти схватки не происходят никогда. Как правило, сильные и опытные тренеры покемонов пользуются уважением.
Действие игр происходит в вымышленном регионе Джото, основанном на реально существующих регионах Кансай и Тюбу. Джото находится к западу от Канто, региона, в котором происходили действия игр Red и Blue, так же, как Кансай и Тюбу находятся к западу от реально существующей местности, на которой был основан Канто. Кроме того, в оригинальных японских версиях игр некоторые жители Джото говорят на кансайском диалекте. Всего в Джото десять городов, соединённых дорогами-маршрутами. Ближе к концу игры у игрока появится возможность посетить регион Канто.

### История
Действие игры проходит через три года после окончания Red, Blue и Yellow. Главный герой Gold и Silver (игрок может дать ему любое имя на своё усмотрение) живёт в Нью-Барке, в маленьком городке на востоке Джото. В начале он идёт к профессору Эльму, местному эксперту по покемонам, и получает от него одного из трёх стартовых покемонов на выбор: водного Тотодайла, огненного Синдаквила или травяную Чикориту. Эльм посылает героя к его старому другу, чтобы получить яйцо покемона. У него дома герой встречает профессора Оука, который выдаёт ему Покедекс. Через некоторое время после этого соперник главного героя (ему также можно дать любое имя) крадёт одного из двух оставшихся покемонов и сражается с главным героем на определённых моментах игры.
Путешествуя по миру, игрок посещает стадионы, находящиеся в разных городах Джото. В каждом стадионе есть свой лидер — сильный тренер покемонов, которого надо победить и получить в знак подтверждения победы его значок. Во время своего путешествия игрок также узнаёт, что Команда R, злодеи из Red, Blue и Yellow, воссоединилась, и ему приходится сражаться с ней. Герой спасает от них город Азалею, Махогани, а затем и столицу Джото Голденрод, тем самым разгромив преступную организацию во второй раз. В сражениях с Командой R в Махогани игроку помогает тренер по имени Лэнс, бывший член Элитной Четвёрки из Red, Blue и Yellow. Собрав все восемь значков региона Джото и победив Команду R, главный герой идёт в Лигу покемонов на плато Индиго, где сражается с Элитной Четвёркой и с чемпионом лиги — как выясняется, это был Лэнс. Став чемпионом, игрок продолжает своё путешествие и отправляется в регион Канто. Собрав все восемь значков Канто, главный герой поднимается на вершину Серебряной горы и сражается с Рэдом, главным героем Red, Blue и Yellow.

## Разработка

Скриншот ранней версии Pokémon Gold 1997 года

В 1997 году Nintendo объявила, что началась разработка продолжения Pokémon Red, Green, Blue и Yellow: Pokémon 2: Gold и Silver. В отличие от Yellow, проекты представляли собой не доработанную версию Red и Blue, а являлись самостоятельными играми с собственными локациями, покемонами и сюжетом. В японском журнале MicroGroup Game Review были разъяснены многие детали будущих игр: было объявлено, что разработчиками будут добавлены 100 новых видов покемонов, система смены суток, новые эволюционные формы для покемонов из первых игр, новые атаки и улучшенная графика. В статье были описаны нововведения, не появившиеся в финальной игре, например, возможность перемещаться на скейтборде. Помимо этого, в MicroGroup Game Review были показаны новые покемоны, дизайн которых был впоследствии сильно изменён, а некоторые из них и вовсе не вошли в финальные версии игр. На ранних этапах разработки игры графика почти не отличалась от той, которая была представлена в Yellow. Gold и Silver были анонсированы на выставке Nintendo SpaceWorld Expo в Японии в 1999 году, на этот раз цифры 2 в заголовке игр не было. Gold и Silver разрабатывались для Game Boy Color, что позволило им стать полностью цветными и тем самым получить улучшенную графику по сравнению с Red, Blue и Yellow. На выставке была продемонстрирована возможность разводить покемонов, Покегир, система смены суток и обратная совместимость с играми первого поколения.
Во время интервью ABC News президент Creatures Inc., Цунэкадзу Исихара пролил свет на то, как придумывались новые виды покемонов. Он объяснил: «Идеи для каждого из монстров создавались воображением сотрудников Game Freak, которые черпали их из ярких детских впечатлений, возникавших после чтения манги […] Вдохновение приходило и после страшных эпизодов из детства, из коллекционирования насекомых и тому подобных вещей. Из того, что мы пережили в детстве, и рождались идеи для „Покемона“». Аналогом Мью из Red и Blue в Gold и Silver стал Селеби, которого также нельзя получить, просто играя: он появлялся только после активации специального кода, который включали в сохранение на картридже с игрой на специальном мероприятии Nintendo. Первым из цикла этих мероприятий стал Nintendo Space World, прошедший в 2000 году. На нём присутствовало 100 000 человек. Чтобы получить доступ к акции, игроки должны были отправить по почте специальный лотерейный билет, тираж которых ограничивался ста тысячами.
Ожидая высоких продаж, Nintendo первоначально заказала три миллиона экземпляров игр, предполагая, что в конечном итоге только в Японии будет продано более восьми миллионов картриджей. Из-за землетрясения на Тайване, повредившего фабрики-производители картриджей для Game Boy Color, Nintendo пришлось сократить заказ в два раза. Несмотря на это, обозреватели сайта IGN предположили, что землетрясение было лишь предлогом для ограничения поставок, и конечная цель Nintendo — сохранение высокого спроса на игры.

## Продвижение и выпуск
В преддверии выхода американской локализации игр Gold и Silver были показаны на выставке «American International Toy Fair» в 2000 году. Чтобы увеличить популярность игр, Nintendo заказало пять машин «Chrysler PT Cruiser», перекрасила их таким образом, чтобы они напоминали легендарного покемона Лугию, изображённого на обложке Silver, и эти машины ездили по всему США. К машинам были прикреплены хвосты и шипы, также на них был изображён логотип медиа-франшизы «Покемон». В машинах также были игровые приставки с телевизором — посетители могли поиграть в Pokémon Puzzle League, Hey You, Pikachu! и в Pokémon Gold и Silver. Имена ста новых покемонов в американской локализации сохранялись Nintendo в секрете, локализаторы объявляли имена покемонов постепенно. Информация о новых покемонах выкладывалась на сайтах «pokemongold.com» и «pokemonsilver.com», созданных в основном для этой цели. С самого начала были объявлены следующие имена покемонов: Чикорита, Лугия, Хо-ох, Мэрилл и Хутхут. Изначально планировалось, что Gold и Silver станут последними играми в серии, но их успех заставил разработчиков пересмотреть своё решение.
В мае 2000 года Nintendo анонсировала официальные даты выхода Gold и Silver в Америке — игры должны были выйти 16 октября 2000 года. С августа можно было оформить предварительный заказ на одну из игр, также покупатели, сделавшие заказ, получали диск с веб-браузером, стилизованным под «Покемона». Позже появилась возможность скачать браузер с официального сайта серии. Для сравнения: игры побили рекорд по количеству предзаказов — всего за два месяца заказано было более 600 000 копий, тогда как у Pokémon Yellow, предыдущей игры основной серии, было 150 000 предварительных заказов. Когда приблизилась дата релиза, фирмы, занимающиеся продажей игр, в частности, Electronics Boutique, получили экземпляры игр раньше 16 октября, и они сразу же поступили в продажу: сначала продавали тем, кто предварительно заказал игру, а затем оставшиеся картриджи. В магазинах Америки игры стали доступны 11 октября.

## Популярность и отзывы

### Коммерческий успех
Pokémon Gold и Silver продолжили успех своих предшественников, став одними из самых популярных игр в мире на тот момент. На момент апреля 2000 года в Японии было продано приблизительно 6,5 миллионов копий. Silver был чуть более популярным, чем Gold: копий Pokémon Silver было продано на 100 000 больше, чем Pokémon Gold. За первую неделю релиза игр в США было продано на 600 000 копий больше, чем было продано за первую неделю продаж Pokémon Yellow, всего же за первую неделю было продано более 1,4 миллиона копий, что сделало Gold и Silver самыми быстроскупаемыми играми всех времён. Питер Мэйн, вице-президент Nintendo по продажам, заявил, что «Нет никаких сомнений, что дети любят играть в покемонов. В 2000 году самой продаваемой игрой на стационарные консоли стала Pokémon Stadium для Nintendo 64, а на портативных консолях самой продаваемой игрой стала Pokémon Yellow для Game Boy Color, но Pokémon Gold и Silver станут самой настоящей бомбой, которая взорвёт рейтинги продаж. Мы предполагаем, что меньше, чем за шесть месяцев, будет продано около 10 миллионов копий». На момент июля 2012 года было продано более 23 миллионов копий игр, из них 9 — в Америке, 7,2 — в Японии, 6,18 — в Европе и 0,71 в других странах.

### Оценки в обзорах
| Сводный рейтинг    | Сводный рейтинг                 |
| Агрегатор          | Оценка                          |
| ------------------ | ------------------------------- |
| GameRankings       | 91,35 % (Silver) 89,56 % (Gold) |
| Иноязычные издания |                                 |
| Издание            | Оценка                          |
| GameSpot           | 8,8/10                          |
| IGN                | 10/10                           |
| Nintendo Power     | 8,7/10                          |
| Gaming Target      | 9,6/10                          |
| Videogameslife     | [ 35 ]                          |
| Games Master UK    | 90/100                          |

Игры получили хорошие оценки в обзорах, получив в общей сложности рейтинг 89 % на сайте GameRankings, собирающем обзоры игр и выставляющем на их основе среднюю оценку. Критики хвалили более продолжительный геймплей по сравнению с Red и Blue и нововведения, сделавшие игры такими же интересными, как и предыдущие игры в своё время. Крэйг Харрис, журналист IGN, дал играм максимальную оценку в десять баллов из десяти возможных, прокомментировав, что, «даже если учесть, что первые игры были хороши, Pokémon Gold и Silver выигрывают у них в плане разных аспектов геймплея, особенностей и прочего. Добавлено так много маленьких нововведений, что просто так их здесь не перечислишь». Обозреватель GameSpot, Фрэнк Прово, похвалил систему времени: «Главное нововведение в Pokémon GS — система времени… Может быть, звучит неправдоподобно, но добавление системы времени сильно разнообразит игру». Прово дал игре оценку в 8,8 баллов из десяти, заметив, что игра понравится как заядлым фанатам серии, так и новичкам, только познакомившимся с ней.
Журнал Nintendo Power назвал игры лучшими на Game Boy/Game Boy Color, похвалив нововведения, новых покемонов и графику. RPGamer писал, что, хотя на первый взгляд мало что изменилось, сомнения исчезают, когда игрок садится за игру. Рецензент отметил улучшение интерфейса, ставшего более удобным, и в итоге поставил оценку в восемь баллов. Журнал Official Nintendo Magazine назвал нововведение в виде системы смены суток не иначе как «гениальной», и положительно высказался о полном обновлении графики и игрового процесса со времён Red и Blue, кроме того, хороших отзывов удостоились новые покемоны. Этот же журнал признал регион Джото лучшим регионом «Покемона».

## Связанные игры

### Pokémon Crystal
Pokémon Crystal Version (яп. ポケットモンスター クリスタルバージョン покэтто монсута: курисутару ба:дзён, «Покемон: Кристальная версия») — дополнение Pokémon Gold и Silver, вышедшее 14 декабря 2000 года в Японии, 29 июля 2001 года в США и 1 ноября 2001 года в Европе. В ней были представлены новые возможности, которых не было в оригиналах: впервые в серии появилась возможность играть за девочку, появилась анимация покемонов в начале боя, добавлены новые локации и побочные квесты. В отличие от Gold и Silver, в Pokémon Crystal нельзя играть на Game Boy.
26 января 2018 года Pokémon Crystal был выпущен по всему миру для Nintendo 3DS через сервис Virtual Console.

### Pokémon Stadium 2
Pokémon Stadium 2 (яп. ポケモンスタジアム金銀 покэмон сутадзиуму кин гин, «Покемон: Стадион 2», в Японии «Покемон: Стадион — Золото и Серебро») — компьютерная игра в жанре пошаговая стратегия, разработанная совместно Nintendo EAD и HAL Laboratory и выпущенная Nintendo на игровую приставку Nintendo 64. Она вышла 14 декабря 2000 года в Японии, 14 декабря 2000 года в Америке и 19 октября 2001 года в Европе. Японское издание игры имело совместимость с системой Pokémon Mobile System, вышедшой одновременно с игрой.
В игру можно перемещать покемонов из игр Pokémon Red, Blue и Yellow на Game Boy и Gold, Silver и Crystal на Game Boy Color играть за них в Stadium 2. Как и в Pokémon Stadium, в игре много мини-игр и присутствует возможность игры вдвоём.

### Pokémon HeartGold и SoulSilver
Pokémon HeartGold и SoulSilver (яп. ポケットモンスター ハートゴールド・ソウルシルバー покэтто монсута: ха:того:рудо сорусируба:, «Покемон: Золотое Сердце и Серебряная Душа») — ремейки игр Gold и Silver на Nintendo DS. Они вышли 12 сентября 2009 года в Японии, а в Америке, Австралии и Европе игры выходили на протяжении марта 2010 года.
Руководитель команды разработчиков, Сигэки Моримото, пытался сделать так, чтобы игра понравилась как тем, кто играл в оригинал, так и новому поколению игроков. Игры также имели колоссальный успех и получили хорошие оценки в обзорах. К 29 июоя 2010 года было продано более 10 миллионов копий Pokémon HeartGold и SoulSilver.